# Talgarth
Talgarth is een plaats in het Welshe graafschap Powys.
Talgarth telt 1645 inwoners. Opmerkelijke gebouwen in de stad zijn onder andere de 14e-eeuwse parochiekerk en een verdedigingstorenhuis. Volgens de overlevering was Talgarth de hoofdstad van het vroegmiddeleeuwse koninkrijk Brycheiniog. Het ligt in het historische graafschap Brecknockshire. In 2011 telde het 1.724 inwoners.